# 栗源町
栗源町（くりもとまち）は、千葉県香取郡に存在した町で、2006年（平成18年）3月27日に佐原市・山田町・小見川町と合併（新設合併）し、香取市となった。
成田空港から車で20分ほどのところに位置する人口5千人程の小さな町。ベニコマチ（サツマイモ）が有名で、毎年開催される栗源ふるさとまつりで日本一の焼き芋広場が大好評。特産品はベニコマチと芋焼酎で、道の駅で販売されている。

## 地理
- 河川：栗山川（両総用水）

### 隣接していた自治体
- 佐原市
- 香取郡大栄町
- 香取郡小見川町
- 香取郡山田町
- 香取郡多古町

## 歴史

### 沿革
- 1889年（明治22年）4月1日 - 町村制施行に伴い、岩部村、助沢村、苅毛村、高萩村、西田部村、沢村、荒北村が合併し、栗源村が発足[2]。
  - 以後、平成の大合併まで一度も合併を経験していない。
- 1924年（大正13年）4月10日 - 栗源村が町制を施行し、栗源町となる。
- 1988年（昭和63年）4月21日 - 東総有料道路が供用開始[3]。
- 2002年（平成14年）8月10日 - 道の駅くりもとが開駅[4]。
- 2006年（平成18年）3月27日 - 佐原市、小見川町、山田町と合併し、香取市を新設[1]。同日栗源町廃止。

### 変遷表
| 栗源町町域の変遷表 | 栗源町町域の変遷表 | 栗源町町域の変遷表 | 栗源町町域の変遷表   | 栗源町町域の変遷表     | 栗源町町域の変遷表 |
| 1868年 以前        | 1868年 以前        | 明治22年 4月1日    | 明治22年 - 昭和64年  | 平成元年 - 現在        | 現在               |
| ------------------ | ------------------ | ------------------ | -------------------- | ---------------------- | ------------------ |
|                    | 岩部村             | 栗源村             | 大正13年4月10日 町制 | 平成18年3月27日 香取市 | 香取市             |
|                    | 助沢村             | 栗源村             | 大正13年4月10日 町制 | 平成18年3月27日 香取市 | 香取市             |
|                    | 苅毛村             | 栗源村             | 大正13年4月10日 町制 | 平成18年3月27日 香取市 | 香取市             |
|                    | 高萩村             | 栗源村             | 大正13年4月10日 町制 | 平成18年3月27日 香取市 | 香取市             |
|                    | 西田部村           | 栗源村             | 大正13年4月10日 町制 | 平成18年3月27日 香取市 | 香取市             |
|                    | 沢村               | 栗源村             | 大正13年4月10日 町制 | 平成18年3月27日 香取市 | 香取市             |
|                    | 荒北村             | 栗源村             | 大正13年4月10日 町制 | 平成18年3月27日 香取市 | 香取市             |

## 地域

### 教育
- 中学校
  - 香取市立栗源中学校
- 小学校
  - 香取市立栗源小学校
  - 香取市立高萩小学校(廃校)
    - 明治16年、岩部小学校高萩分校として創設。
    - 明治23年、岩部暢発小学校と併合。
    - 大正5年、現在地に岩部暢発小学校高萩分教場を設置。
    - 昭和27年、栗源町立高萩小学校として独立。
    - 平成18年、栗源町、佐原市、香取町、山田町が合併し香取市が発足。香取市立高萩小学校と改称。
    - 平成21年、栗源小学校・沢小学校と合併、し廃校となる。

  - 沢小学校(廃校)

## 交通

### 道路
- 主要地方道
  - 千葉県道16号佐原八日市場線
  - 千葉県道44号成田小見川鹿島港線
  - 千葉県道56号佐原椿海線
  - 千葉県道70号大栄栗源干潟線（東総有料道路）
    - 助沢IC
- 一般県道
  - 千葉県道114号八日市場山田線
  - 千葉県道120号多古栗源線
  - 千葉県道125号山田栗源線
- 道の駅
  - くりもと

## 出身著名人
- 鵜沢宇八（実業家・衆議院議員・貴族院多額納税者議員）